# すぐき
すぐき（酸茎）、またはすぐき漬（すぐきづけ）は、京都市の伝統的な漬物（京漬物）の一つ。カブ（学名：Brassica rapa var. rapa）の変種であるスグキナ（酸茎菜、学名：Brassica rapa var. neosuguki）を原材料とする。現代の日本では数少ない本格的な乳酸発酵漬物で、澄んだ酸味が特徴である。「柴漬」「千枚漬」と合わせて京都の三大漬物と呼ばれている。

## 歴史

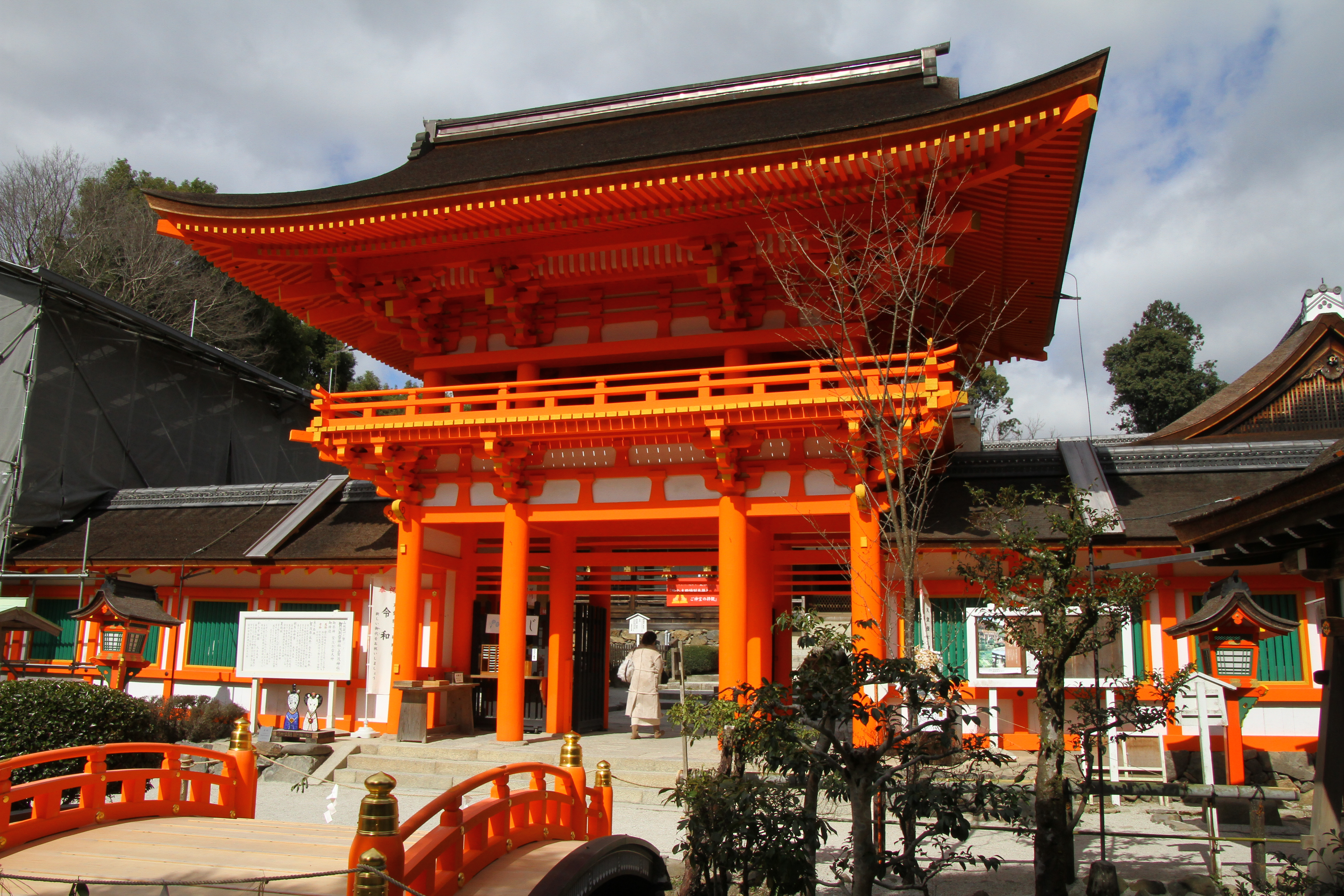
すぐきと関わりが深い上賀茂神社

スグキナ栽培の始まりは諸説あるが、安土桃山時代の頃とされている。上賀茂神社の社家が、鴨川に自生していたものを持ち帰り、廷内に栽植したところ社家間で栽培が広まったという説や、朝廷から種子を授かった説などがある。以来、上賀茂の深泥池周辺の限られた地域で栽培が行われ、1804年（文化元年）に出された『就御書口上書』によって、他村への種子の持ち出しが禁じられてきた。
当初より漬物としてつくられ、献上品として貴顕の間で広まった。その希少性と独特の風味が相まって、数ある漬物のなかでも別格の扱いであったとされている。
長らく生産が限られていたが、明治になってようやく、一般へも普及し始めた。これは、1891年（明治26年）に起こった深泥池地区の大火災からの復興のために、その周辺ですぐき販売を始めたらといわれている。
また、明治末期から大正にかけて製法が改良されたことに加え、第一次世界大戦後の好況により、販売が急速に拡大した。
製法については、塩漬けにして乳酸発酵させる点は変わっていないが、発酵の手法には改良が重ねられてきた。明治末期に漬け置き期間短縮のために樽を稲藁で包んで保温するようになり、そこからさらに保温を効率化するための「室（むろ）」が、1912年（大正元年）に初めて建設された。これに伴い漬け方も変化し、漬け方の過程が「荒漬」と「本漬」の二過程に分かれた。こうした変化により、冬に収穫して漬け始め、春から夏にかけて完成していたものが、わずか半月ほどで出来上がるようになった。

## 製法
スグキナには乳酸菌や嫌気性生物はわずかしか検出されず、むしろ土壌細菌や腐敗に関与するグラム陰性菌大腸菌が多く検出される。しかし、製造工程が進むにつれて乳酸菌のうちラクトバシラス属のLactobacillus brevisおよびLactobacillus plantarumが優占種となる。こうした微生物叢の変化も踏まえて製法を解説する。
スグキナの種蒔きは8月末に行われ、11月下旬ごろから12月初旬に収穫される。栽培する家によって、葉の太さや長さ、かぶら（胚軸）の丸みなどが異なり、各自が自慢しあう様子は、「わ（我、輪）がええ、わがええ、桶屋さん」という冗談で表現される。
荒漬
収穫したスグキナ根の皮を剥き面取りをし、「ころし桶」という容器に入れて荒漬する。全体に圧力がかかるよう押蓋と樽の隙間に藁を入れ、重しを載せて昼から翌朝まで塩分濃度10%程度の塩水に漬け込む。塩分濃度の上昇によって、耐塩性のマイクロバクテリウム属の割合が上昇する。

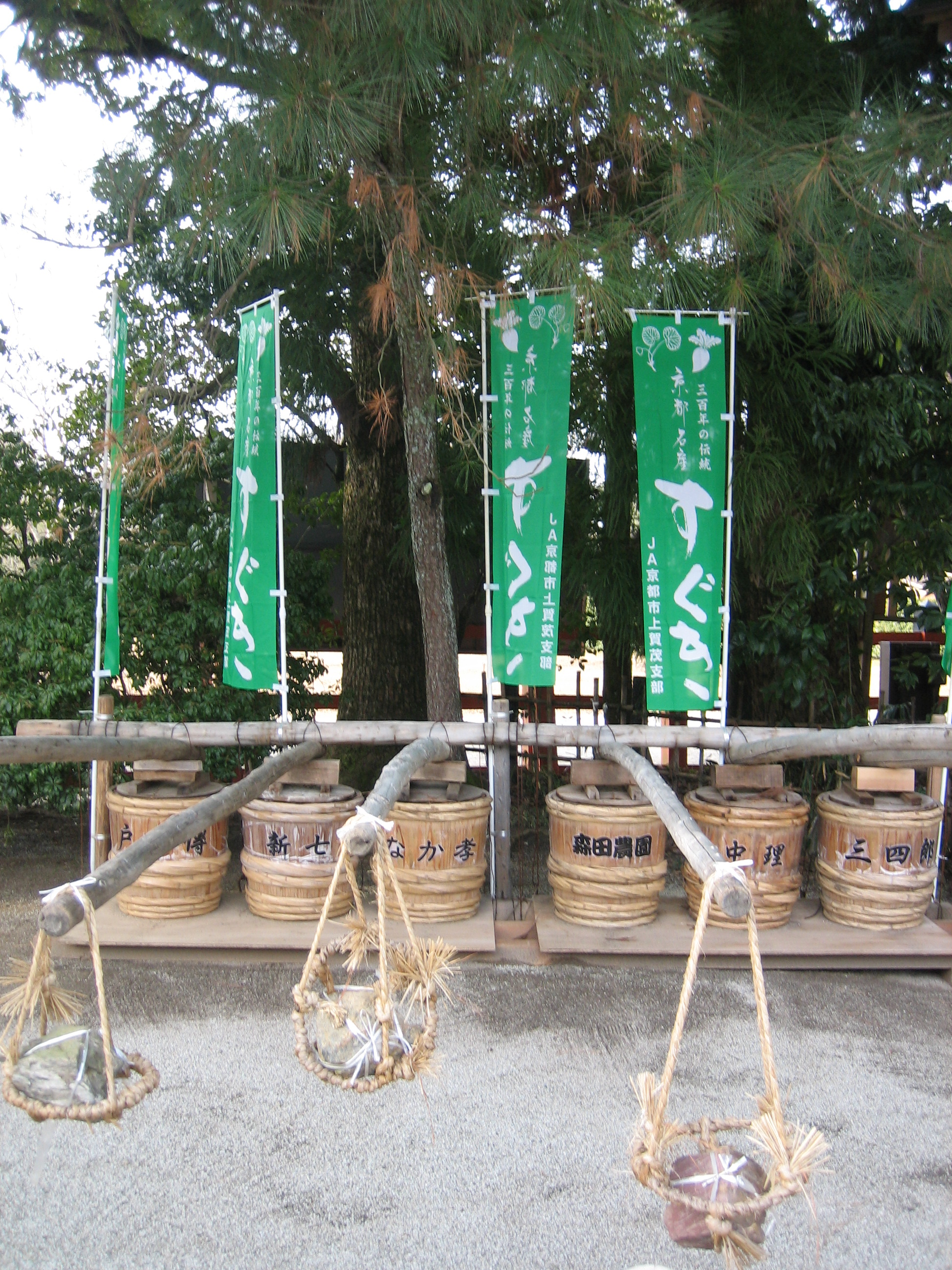
天秤押し

本漬
荒漬したものを水洗いし、4斗 (72L) 樽に詰め替える。このとき行うのが「天秤押し」と呼ばれる、すぐき特有の漬け方である。まず、かぶらが直接桶肌や別のかぶらに触れて傷つくことがないように、葉でくるみ、ころし桶に隙間なく渦巻状に並べ、一段ごとに塩を振りかける。桶の高さまで3~4段ほど重ねると、天秤に重石を乗せて漬け込む。天秤圧によって嵩が減るため、数日おきに荒漬したすぐきを追漬していく。最終的に6~7段くらいにまで漬ける。塩加減と天秤押しの重石の利かせ方は味を左右するため、経験が必要で、家ごとの特徴がでる。しかし現在では、天秤ではなく、圧縮機を用いて樽を加圧する手法が主流である。
はじめは樽の中が微好気的な環境になっているため、マイクロバクテリウム属菌が多く検出される。加圧によって空気が抜けていき、次第に嫌気的な環境へと変化していく。これにより、追漬後のものには乳酸菌のラクトバシラス属菌が多数検出されるようになる。土壌に多く含まれるグラム陰性菌や大腸菌は、乳酸菌のはたらきにより死滅する。
発酵
天秤を外して重石に載せ替えて塩を馴染ませた後、「室」と呼ばれる小さな部屋に入れる。38~40℃に保温されており、ここで8日間ほど乳酸発酵を促進させる。これによって乳酸菌が増加し、pHも急激に低下する。本漬後に見られる乳酸菌は主にLeuconostoc citreum、Lactobacillus sakei、Lactobacillus curvatusであるが、室の温度に適さないため、その温度に耐えられるLactobacillus brevisおよびLactobacillus plantarumが占めるようになる。
発酵によって白い汁が出始め、酸味が匂いたち、葉と茎が褐変し、かぶらが少し黄みがかった乳白色になれば完成である。

## 食べ方
かぶらの部分は半月切りまたはいちょう切り、葉や茎の部分は刻んで食べる。醤油を少しかけると酸味が引き立ち、ご飯のお供になる。茶漬けや酒の肴として食べることもある。

## 効果
発酵によって乳酸菌が豊富に含まれており、なかでも岸田綱太郎によって発見されたLactobacillus brevis KB290は多様な健康効果をもたらし、「ラブレ」という呼称で知られる。インターフェロンの産生亢進やNK活性の上昇といった免疫賦活作用のほかに、整腸作用が認められており、優れたプロバイオティクスとしての資質を備えていることがわかる。そのため、カゴメや西利ではすぐき以外で「ラブレ」を利用した商品が発売されている。